# Dux Pannoniae secundae ripariensis et Saviae

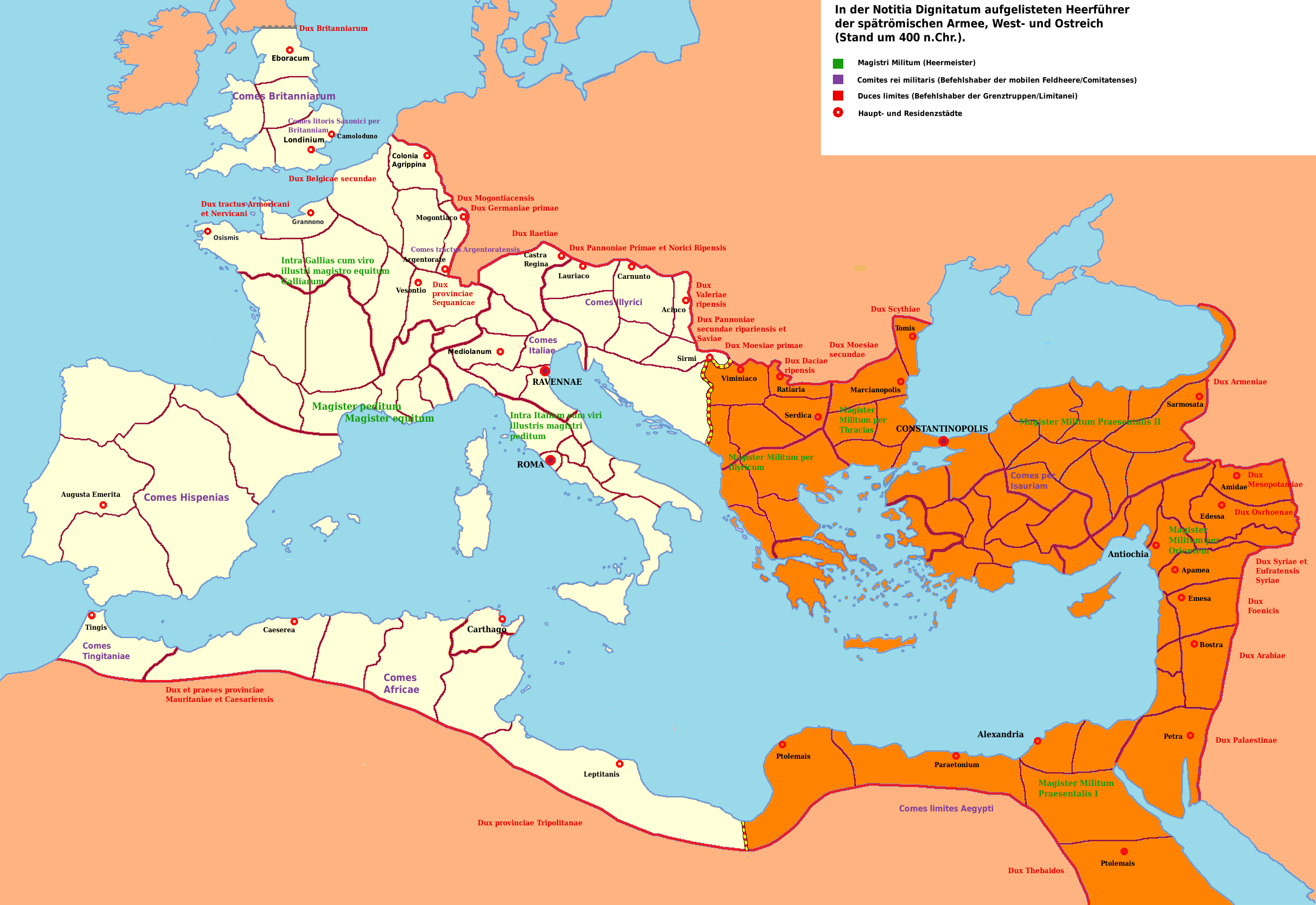
Heerführer der Comitatenses und Limitanei im 5. Jahrhundert n. Chr.
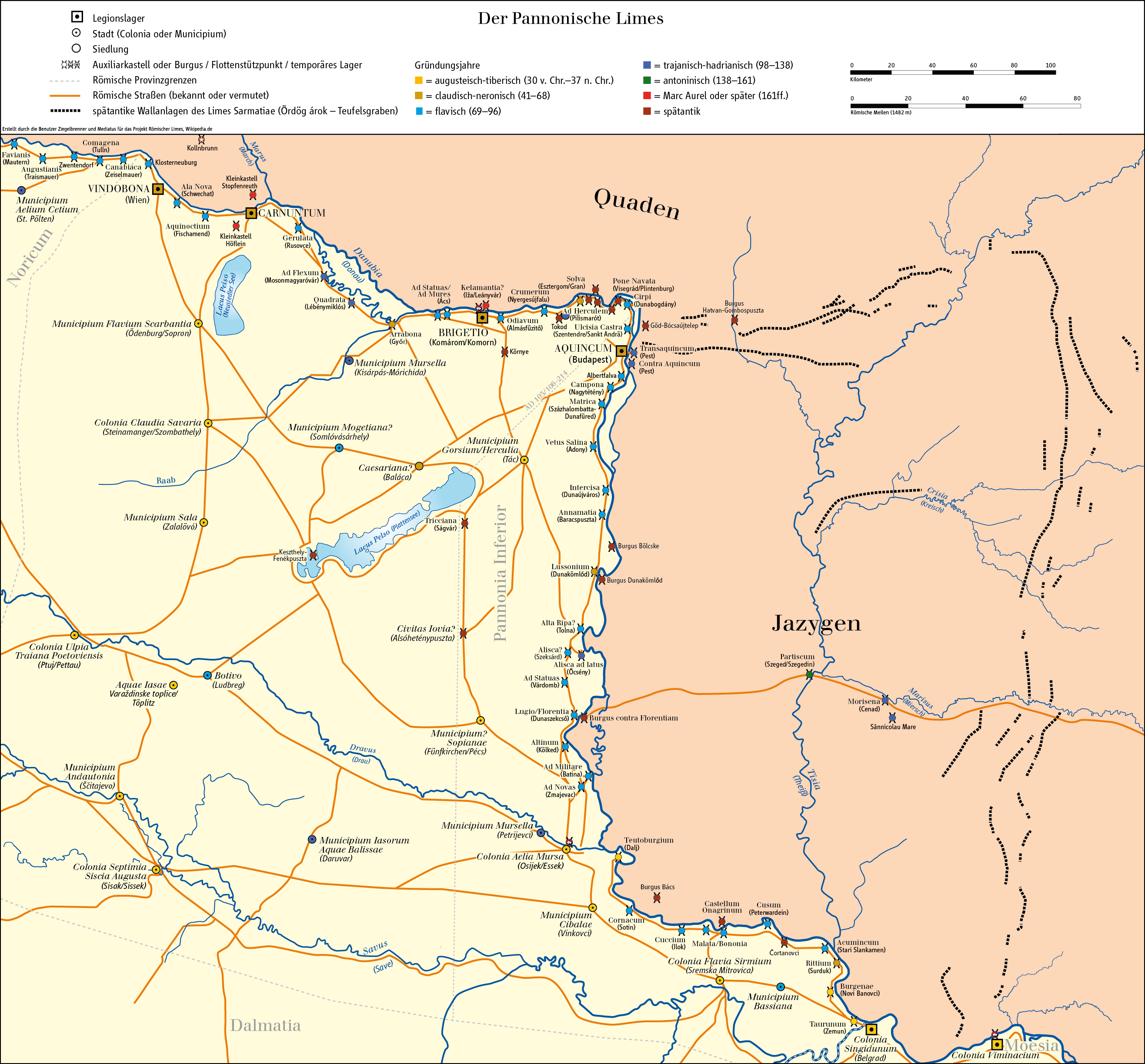
Der pannonische Limes
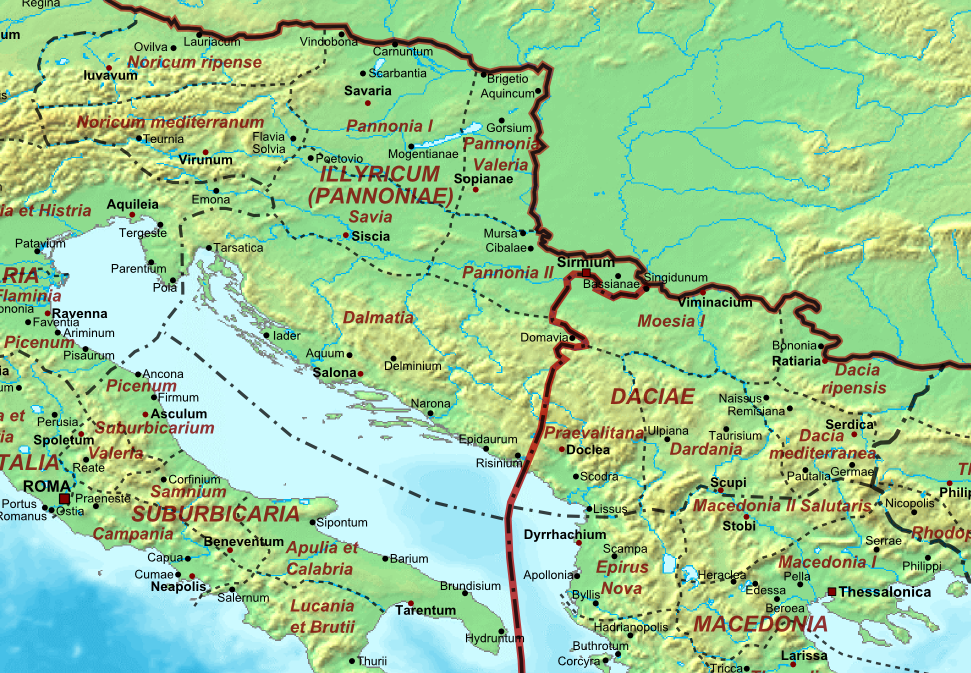
Die illyrischen Provinzen um 400 n. Chr.
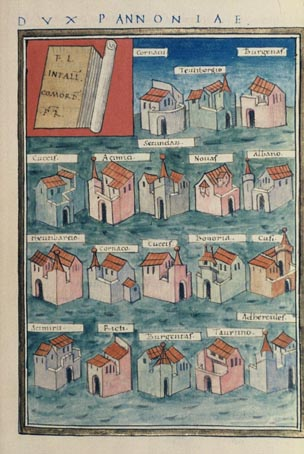
Notitia Dignitatum: Die Kastelle unter dem Kommando des Dux

Spätrömischer Offiziershelm (Typ Berkasovo/Jarak) aus der 1. Hälfte des 4. Jahrhunderts, Muzej Vojvodine, Novi Sad

Der Dux Pannoniae secundae ripariensis et Saviae (Heerführer der Pannonia II und Saviae) war ab dem 3. Jahrhundert Kommandeur der am Donaulimes (Limes Pannonicus) stationierten Limitanei- und Flotteneinheiten. Wie sein westlicher Amtskollege, der Dux Pannoniae Primae et Norici Ripensis, befehligte er die Aufgebote von zwei Provinzen. Das Amt ist nur aus der Notitia Dignitatum bekannt.
Der Zuständigkeitsbereich (ducat) des Dux erstreckte sich auf den Limes der Provinzen Pannonia secunda und Saviae, d.s. die südungarische, kroatische und serbische Donauregion und das Tal der Save, genauer der Abschnitt der mittleren Donau, der von Ad Novas (dem heutigen Zmajevac) an der Mündung der Drau bis Taurunum (heute Zemun) an der Mündung der Save verlief. Die Stützpunkte der Patrouillenflotillen (classis) lagen nicht direkt an der Donau, sondern an den Nebenflüssen Drau und Save. In seinem Verantwortungsbereich lag auch die Stadt Sirmium, die zeitweise als kaiserliche Residenz und Operationszentrum für Feldzüge gegen die Barbarenstämme nördlich der Donau diente.
In der Rangordnung des römischen Reichsadels nahm der Dux seit Valentinian I. die Stellung eines vir spectabilis (zweite senatorische Rangklasse) ein.

## Verwaltungsstab
Das Officium (Verwaltungsstab) des Dux umfasste folgende Ämter:
- Principem de eodem officio (Kanzleileiter)
- Numerarium (Zahlmeister)
- Adiutorem (Assistent)
- Commentariensem (Buchführer und Rechtskundiger)
- Subadiuuam (Hilfskraft)
- Regrendarium (Verwalter oder Archivar)
- Exceptores (Schreiber)
- Singulares et reliquos officiales (Ordonnanzen)

## Truppen
Der Großteil der Einheiten (einige werden in mehreren Standorten genannt) gehörte zu den Limitanei. Sie waren auf Kastelle oder Städte direkt an den Flussufern oder deren Hinterland verteilt. Ein paar von ihnen finden sich aber auch in den Feldarmeen (Comitatenses) des Magister Equitum (OB der Reiter) und des Magister peditum (OB der Infanterie). Die Notitia Dignitatum zählt insgesamt 22 Kastelle/Städte für die Pannonia II und Saviae auf. Allerdings werden nur 10 Präfekten und 4 Tribunen angegeben. Wie auch in einigen anderen Donauprovinzen war der Uferlimes (ripae) der Pannonia II organisatorisch in zwei Abschnitte geteilt:
- oberer Abschnitt (partis superioris) und
- unterer Abschnitt (partis inferioris).

Diese Abschnitte wurden auffällig oft von der fünften Kohorte gesichert. Laut Karlheinz Dietz handelte es sich dabei wohl um eine Fehlinterpredation des Kürzels CHTV (c[o]h[or]t[i]u[m]) seitens der mittelalterlichen Kopisten der Notitia. Im Gegensatz zur benachbarten Provinz Valeria wird der untere Abschnitt nicht erwähnt; Die dort stationierten Einheiten könnten in den späten 370er Jahren, nach der Niederlage der öströmischen Armee gegen Visigoten und Alanen in der Schlacht von Adrianopel, vernichtet oder zersprengt worden sein.

## Distributio Numerorum
Laut der ND Occ. standen dem Dux folgende Einheiten zur Verfügung:

### Kavallerie
| Offiziere/Einheit/Kastelle                                                                  | Bemerkung | Abbildung |
| ------------------------------------------------------------------------------------------- | --- | --------- |
| (kein Offizier angegeben) Equites Dalmatae, Novas                                           | Aus den dalmatinischen Stämmen, im frühen 4. Jahrhundert, rekrutierte Reitersoldaten. |           |
| (kein Offizier angegeben) Equites Dalmatae, Albano                                          | |           |
| (kein Offizier angegeben) Equites promoti, Teutibarcio                                      | Der Name bedeutet „ausgewählte Reiter“, sie wurden vermutlich unter Gallienus oder Diokletian aus einer der Grenzlegionen abkommandiert. |           |
| (kein Offizier angegeben) Equites Dalmatae, Cornaco                                         | Die Einheit teilte sich das Kastell mit den Cuneus equitum scutariorum und den Equites Promoti. |           |
| (kein Offizier angegeben) Equites sagittarii, Cuccis                                        | Eine Einheit berittener Bogenschützen. |           |
| (kein Offizier angegeben) Equites Dalmatae, Bornoriae                                       | |           |
| (kein Offizier angegeben) Equites Dalmatae, Cusi                                            | |           |
| (kein Offizier angegeben) Equites sagittarii, Acimirci                                      | |           |
| (kein Offizier angegeben) Equites Dalmatae, Ricti                                           | |           |
| (kein Offizier angegeben) Equites Dalmatae, Burgentas                                       | |           |
| (kein Offizier angegeben) Equites promoti, Tauruno                                          | |           |
| (kein Offizier angegeben) Ala Sirmensis, Sirmi                                              | |           |
| (kein Offizier angegeben) Cuneus equitum scutariorum, Cornacii                              | In der Notitia werden neben dieser Einheit noch sieben weitere Scutari Formationen, in der Armee des - Dux Valeriae ripensis, - Dux Daciae ripensis (Ostreich), - Dux Moesia secundae (Ostreich) und dem - Dux Scythiae (Ostreich) angegeben. |           |
| (kein Offizier angegeben) Cuneus equitum Dalmatarum, Teutiborgio                            | |           |
| (kein Offizier angegeben) Cuneus equitum Constantianorum, Burgenas                          | |           |
| (kein Offizier angegeben) Cuneus equitum promotorum, Cuccis                                 | Wahrscheinlich identisch mit dem Cuneus equitum promotorum (Comitatenses) in der Armee des Magister Equitum. |           |
| (kein Offizier angegeben) Cuneus equitum constantium, Aciminci                              | |           |
| (kein Offizier angegeben) Cuneus equitum Italicianorum Secundarum, (kein Kastell angegeben) | Eine Reiterabteilung, die wohl ursprünglich aus der norischen Legio II Italica herausgezogen wurde. |           |

### Infanterie
| Offiziere/Einheit/Kastelle                                                      | Bemerkung | Abbildung |
| ------------------------------------------------------------------------------- | --- | --------- |
|                                                                                 | Legiones - limitanei |           |
| Praefectus legionis quintae Ioviae cohortis quintae partis superioris, Bononiae | Die unter Diokletian aufgestellte Legion zählte ab dem späten 4. Jahrhundert zu den Limitanei, ihre 5. Kohorte sicherte den Grenzabschnitt bei Bononiae. Sie dürfte jedoch keine Vexillationen an das Feldheer (Comitatenses) abgegeben haben. Da dies höchst ungewöhnlich ist, sind wohl einige ihrer Vexillationen sehr wohl in der Notitia verzeichnet, aber unter Namen, die wenig oder keinen Hinweis auf ihre Herkunft geben. |           |
| Praefectus sextae Herculeae cohortis quintae partis superioris, Aureo Monte     | Die von Diokletians Mitkaiser Maximian aufgestellte Legion zählte ab dem späten 4. Jahrhundert zu den Limitanei, ihre 5. Kohorte sicherte den Grenzabschnitt bei Aureo Monte. |           |
| Praefectus legionis quintae Ioviae, Burgenas                                    | |           |
| Praefectus legionis sextae Herculeae, Teutiborgio                               | |           |
| Praefectus legionis quintae Ioviae sextae Herculeae, Onagrino                   | |           |

### Hilfstruppen
| Offiziere/Einheit/Kastelle                                                             | Bemerkung | Abbildung |
| -------------------------------------------------------------------------------------- | --- | --------- |
|                                                                                        | Auxilia - limitanei |           |
| (kein Offizier angegeben) Auxilia Hercul[ensia], Ad Hercules                           | |           |
| (kein Offizier angegeben) Auxilia Novensia, Arsaciana oder Novas                       | |           |
| (kein Offizier angegeben) Auxilia Augustentia, Onagrino Brückenkopf gegenüber Bononiam | Diese Truppe ist möglicherweise mit den Augustei identisch, eine Einheit der auxilia palatina in der Truppenliste des Magister peditum. |           |
| (kein Offizier angegeben) Auxilia Praesidentia, Herculis                               | |           |
| (kein Offizier angegeben) Auxilia ascarii, Tauruno oder Marsonia                       | Vielleicht identisch mit den Taurunenses, die als Pseudocomitatenses in der Truppenliste des Magister peditum angegeben sind. |           |
| Praefectus militum Calcariensium, Sirmi                                                | |           |
| Tribunus cohortis tertiae Alpinorum Dardanorum, (kein Kastell angegeben)               | |           |
| Tribunus cohortis tertiae Alpinorum, nahe Siscia                                       | |           |
| Tribunus cohortis primae Ioviae, Leonatae                                              | |           |
| Tribunus cohortis primae Thracum civium Romanorum, Caput Basensis                      | Eine Auxiliareinheit, die zur Zeit der Abfassung der Notitia wohl schon über zwei Jahrhunderte bestand und deren Soldaten einst mit dem römischen Bürgerrecht belohnt wurden. Vielleicht war diese Truppe eine Vexillation der Romanenses, Pseudocomitatenses in der Armee des Magister Equitum Galliarum. |           |

### Flotteneinheiten
| Offiziere/Einheit/Kastelle                                                      | Bemerkung | Abbildung |
| ------------------------------------------------------------------------------- | --- | --------- |
|                                                                                 | Classis |           |
| Praefectus classis primae Flaviae Augustae, Sirmi                               | Wahrscheinlich ein Teil der ehemaligen Classis Pannonica, die unter den Flaviern unter dem Namen Classis Flavia Pannonica umorganisiert wurde. |           |
| Praefectus classis secundae Flaviae, Graio                                      | |           |
| Praefectus classis Histricae, Mursae                                            | Vermutlich ging diese Einheit aus der Classis Pannonica bzw. der Classis Flavia Histrica hervor. |           |
| Praefectus classis primae Pannonicae, Servitii                                  | |           |
| (kein Offizier angegeben) Classis Aegetensium siue secundae Pannonicae, Sisciae | Marinesoldaten, die die Residenzstadt der Pannonia II und die Save sicherten. Die Flottille war ursprünglich wohl ein Teil der Classis Pannonica und wurde zu einem unbekannten Zeitpunkt nach Aegeta am Eisernen Tor an der unteren Donau (Provinz Dacia ripensis) verlegt. Im späten 4. Jahrhundert kehrte die Einheit nach Pannonien zurück und wurde in das Kastell von Siscia gelegt. |           |